# Mikuláš Glassberger
Mikuláš Glassberger OFM (? – 1508), též Mikuláš z Čech, latinsky Nicolaus de Bohemia byl český františkán a kronikář tohoto řádu přelomu 15. a 16. století. Podle jména pocházel z Čech, podle jiných mínění se narodil v Uničově nebo Olomouci.. Po studiích v Lipsku a Basileji se trvale usídlil v Norimberku.. V Norimberku je doložen 10. 2. 1496 jako zpovědník a tamtéž také roku 1508 zemřel.
Je autorem tří(?)  historických kompilací
- Chronica patris Nicolai Glassberger Ordinis Minorum Observantium obsahující též Glassbergerův popis vlastní cesty do Čech roku 1479.[6]

- Chronica maior Bohemiae, někdy zvaná česká kronika, Maior chronica Boemorum moderna, Chronica Boemorum moderna, údajně z roku 1491, která je kompilací starších kronik a popisuje období 13. a 14. století.[7] Podle Setona se jedná o Glassbergerův autograf datovaný okolo roku 1500.[8]

- Chronica XXIV. generalium (kronika 24. františkánských generálních ministrů)[9]